# Ben McAdoo
Benjamin Lee McAdoo (Homer City, 9 luglio 1977) è un allenatore di football americano statunitense che allena i quarterback dei Jacksonville Jaguars della National Football League (NFL).

## Carriera
Il 13 gennaio 2016, McAdoo fu nominato successore di Tom Coughlin come capo-allenatore dei New York Giants, di cui nei due anni precedenti era stato il coordinatore offensivo. In precedenza si era occupato del controllo della qualità dell'attacco dei New Orleans Saints (2004), aveva allenato la linea offensiva dei San Francisco 49ers (2005) ed allenato i tight end (2006-2011) e i quarterback (2012-2013) dei Green Bay Packers. Nella prima stagione alla guida della squadra la riportò ai playoff per la prima volta dal 2011, terminando con 11 vittorie e 5 sconfitte al secondo posto della NFC East division dietro ai Dallas Cowboys. I Giants furono eliminati nel primo turno di playoff dai Packers.
Il 4 dicembre 2017 McAdoo fu licenziato dai Giants dopo avere iniziato la stagione con un record di 2-10.

## Record come capo-allenatore
| Squadra | Anno | Stagione regolare | Stagione regolare | Stagione regolare | Stagione regolare | Playoff | Playoff | Playoff                                                 |
| Squadra | Anno | Vinte             | Perse             | Pareggiate        | Posizione         | Vinte   | Perse   | Risultato                                               |
| ------- | ---- | ----------------- | ----------------- | ----------------- | ----------------- | ------- | ------- | ------------------------------------------------------- |
| NYG     | 2016 | 11                | 5                 | 0                 | 2º NFC East       | 0       | 1       | Sconfitta contro i Green Bay Packers nel wild card game |